# Scott-Katalog

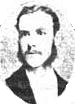
John Walter Scott 1845–1919

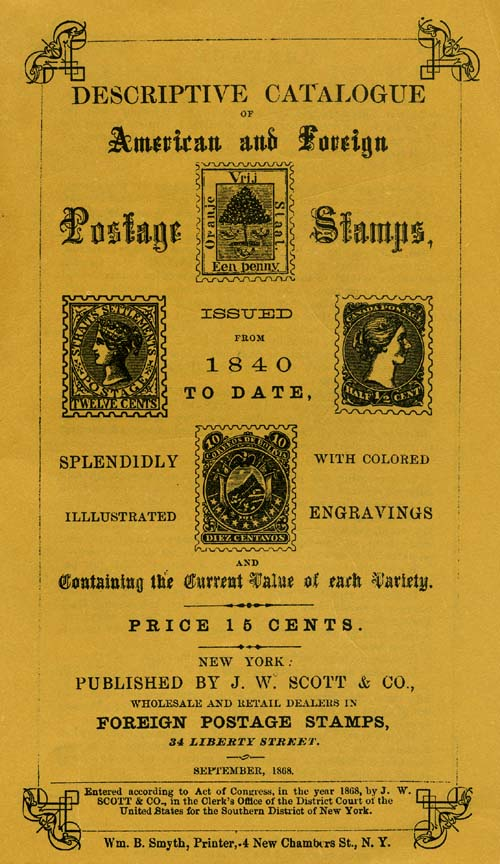
So sah der erste Scott-Katalog von 1868 aus.

Der Scott-Katalog für Briefmarken wird herausgegeben von Scott Publishing Co, einer Tochtergesellschaft von Amos Press. Er ist ein US-amerikanischer Briefmarkenkatalog und einer der wenigen Briefmarkenkataloge, der eine weltweite Abdeckung hat. Er wird jährlich aktualisiert und besteht aus sechs Bänden (Stand: 2007). Es gibt auch eine CD-Ausgabe. Das Briefmarkennummerierungssystem hierfür ist das meistverwendete in den Vereinigten Staaten.
Der erste Scott-Katalog war eine 21-seitige Broschüre. Er wurde 1868 veröffentlicht von John Walter Scott, einem frühen Briefmarkenhändler in New York und behauptete, alle Briefmarken der Welt aufzulisten, jeweils mit Preisangabe. Dieser ursprüngliche Originalkatalog wurde später nachgedruckt.
Außer dem mehrbändigen Katalog mit weltweiter Abdeckung gibt es auch einen auf die USA spezialisierten Scott-Katalog mit dem Titel „United States Stamps Specialized Catalogue“; dieser erschien erstmals 1922.